# 初田製作所
株式会社 初田製作所（はつたせいさくしょ）は、大阪府枚方市に本社を置く消火器や消火システム、各種防災機器の製造販売を行う会社である。1902年創業。

## 会社概要
1894年（明治27年）京都商工会議所の初代会頭であった高木文平が「京都のお寺や神社を守りたい」という強い気持ちから二重瓶消火器を考案。1902年（明治35年）に、高木文平の同郷の友人であった初田利兵衛（りへえ）が製造・販売の権利を譲り受け、京都三条河原町に二重瓶消火器株式会社を設立した。その後1944年（昭和19年）に社名を初田工業株式会社に変更、1947年（昭和22年）には初田工業から分業独立し、現在の株式会社初田製作所となった。
日本の消火器事業において、｢ハツタ｣ブランドの消火器で知名度が高い。商品ラインナップには、環境にやさしい消火器「ECOSSシリーズ」や「UD（ユニバーサルデザイン）を取り入れた消火器（具）などがある。また、業界初のエコマーク消火器の販売や、CO２の「見える化」を実現したカーボンフットプリントの表示など、環境トップメーカーとして知られている。
2014年4月には、大阪市中央区にある大手繊維会社の帝人、長野県上田市にあるプラスチックボトル成形機製造会社のフロンティアと共同で、世界初のプラスチック製消火器「CALMIE（カルミエ）」を開発した。ポリエチレンナフタレートを使用した透明樹脂製で、現行の鉄製消火器より1kg以上軽量という特徴を持つ。

## 歴史
- 1902年（明治35年）‐ 京都市で二重瓶消火器株式会社創設、二重瓶消火器の製造販売を開始。
- 1944年（昭和19年）‐ 初田工業株式会社に社名変更。
- 1947年（昭和22年）- 初田工業より事業を分離独立し、株式会社初田製作所を設立。
- 1961年（昭和36年）- 消火装置の製造販売を開始。総合防災メーカーとしてのスタートをきる。
- 1963年（昭和38年）- シームレックス消火器を開発・発売。
- 1965年（昭和40年）‐ シームレックス消火器の製品、製造国内特許を取得。
- 1967年（昭和42年）- 大阪府枚方市に本社社屋完成、本社移転。
- 1968年（昭和43年）- 同消火器製造工場完成、操業を開始。
- 1970年（昭和45年）- 日本万国博覧会に施設参加。
- 1982年（昭和57年）- 小型消火システム・キャビネックスを開発・発売。
- 1985年（昭和60年）- つくば万博に施設参加。
- 1998年（平成10年）- ギンゲカー（デンマーク）と業務提携し、アルゴナイトを販売。
- 1999年（平成11年）- 消火器業界初となるISO 9001認証を取得。キャビネックスがFM認証取得。
- 2002年（平成14年）- 創立100年。ISO 14001認証取得。
- 2003年（平成15年）
  - 中国・上海に、初田（上海）国際貿易有限公司を設立。
  - 業界初のエコマーク消火器を発売。
- 2005年（平成17年）
  - 業界初のユニバーサルデザイン消火器（具）発売。
  - 中国・寧波市に初田（寧波）消火器材有限公司を設立。
  - 愛・地球博にECOSS消火器が採用。
  - IG-55消火設備が中国消防局の認定取得。
- 2006年（平成18年）‐ 環境大臣より廃消火器の「広域認定」取得。
- 2007年（平成19年）
  - 消火器リース「NEW ECOSS・ゼロエミサービス」開始。
  - 「CASSO」が世界的に最も権威のあるデザイン賞の一つ「iF賞」を受賞。
- 2008年（平成20年）- HATSUTA消火設備トレーニングセンターとして「実消舘」を設立。
- 2010年（平成22年）-「インターシュッツ2010（国際防火・防災・救助サービス見本市）」に次世代消火器CALMIEを出展。
- 2011年（平成23年）
  - 業界初カーボンフットプリントマーク付消火器の販売。
  - タイ・バンコクに、サイアム・ハツタを設立。
- 2012年（平成24年）‐ 日本ドライケミカル株式会社と業務提携。
- 2014年（平成26年）‐ 世界初の透明樹脂製蓄圧式消火器を開発・販売開始。
- 2015年（平成27年）‐ 東京本社屋を設置、東京支社を移転し、営業を開始。

## 取り組み
初田製作所では、原材料調達から廃棄・リサイクルまですべての工程でのCO2排出量を測定するカーボンフットプリントを業界初で導入。消火器のPCRも初田製作所が単独で策定を行った。また、NEW　ECOSS・ゼロエミサービスでは、ゼロ・エミッション（廃棄物ゼロ）を目指して循環型社会を実現するなど、環境への取り組みを重視して行っている。

## 特記事項
- 社章は二重瓶消火器の瓶の底が二重の部分を図案化したものだと言われており、「ダブルリングマーク」と呼ばれている。

## 主な商品
- 消火器
- 各種消火設備
- 自動消火システム
- 避難器具
- 救出活動用機材
- 救護活動用機材
- 非常用持ち出しセット
- 煙体験ハウス

など